# Mühlheim am Main
Mühlheim am Main è un comune tedesco di 29 252 abitanti, situato nel land dell'Assia.